# 貝爾縣 (肯塔基州)
貝爾縣（英語：Bell County）位美國肯塔基州東南角的一個縣，東鄰維吉尼亞州，南鄰田納西州。面積936平方公里。根据美國2000年人口普查，共有人口30,060人。縣治派恩維爾（Pineville）。
成立於1867年2月28日，當時稱為Josh Bell縣，1873年改名。縣名紀念第三任聯邦眾議員約書亞·F·貝爾 （Joshua Fry Bell）。